# Курош Олександр Геннадійович
Олекса́ндр Генна́дійович Ку́рош (нар. 6 (19) січня 1908 с. Ярцево, Духовщинський повіт, Смоленська губернія — пом. 18 травня 1971, Москва) — радянський математик-алгебраїст, доктор фізико-математичних наук, професор МГУ.

## Біографія
В 1928 році закінчив Смоленський університет, та був направлений в Саратовський університет, де створив та очолив кафедру алгебри.
З 1930 та до кінця життя працював в Московському університеті. В 1936 захистив докторську дисертацію під керівництвом П. С. Александрова. Професор МГУ з 1937 року.
В 1949 очолив кафедру вищої алгебри МГУ.
О. Г. Курош був головним редактором біографно-бібліографічного двутомного довідника:
«Математика в СССР за сорок лет. 1917–1957»
«Математика в СССР. 1958–1967»

## Учні
- Глушков Віктор Михайлович
- Завало Сергій Трохимович

## Праці
- Курош А. Г. Теория групп. — 3-е изд. — Москва : Наука, 1967. — 648 с. — ISBN 5-8114-0616-9.(рос.)
- Курс высшей алгебры (9-е изд.). [Архівовано 17 липня 2019 у Wayback Machine.] М.: Наука, 1968.
- Лекции по общей алгебре. [Архівовано 14 січня 2014 у Wayback Machine.] М.: Наука, 1973.